# 610-е годы до н. э.
610-е (шестьсо́т деся́тые) го́ды до на́шей э́ры по пролептическому юлианскому календарю — промежуток времени с 1 января 619 года до н. э. по 31 декабря 610 года до н. э., включающий с 619 по 611 годы 9-го десятилетия  и 610 год 10-го десятилетия VII века 1-го тысячелетия до н. э. Им предшествовали 620-е годы до н. э., за ними следовали 600-е годы до н. э. Они закончились 2635 лет назад.

## События
- 619 год до н. э.—Алиатт II становится королём Лидии.
- 619 год до н. э. —Смерть Цы Чжэна, правителя Династии Чжоу, Китай.
- 618 год до н. э.—Цы Жэньчэнь становится правителем Династии Чжоу, Китай.
- 616 год до н. э.—Луций Тарквиний Приск становится пятым правителем Рима.
- 615 год до н. э.—Нововавилонское царство атакует ассирийские города.
- 614 год до н. э.— Мидийцы и вавилонцы захватывают Ашшур.
- 613 год до н. э.—Смерть Цы Жэньчэна, правителя Династии Чжоу, Китай.
- 613 год до н. э.—Правитель Чжуан Чу встаёт на трон Чу в Китае
- 612 год до н. э.—Цы Бан становится правителем Династии Чжоу, Китай.
- 612 год до н. э.—В результате союза мидийцев, персов, скифов, нововавилонцев и сузьянцев одерживается победа над Ниневией в Битве при Ниневии. Правитель Син-шар-ишкун из Ассирии погибает.
- 612 год до н. э.—Ашшур-убаллит II пытается сохранить ассирийскую империю, утвердив себя правителем Харрана.
- 612 год до н. э.—В итоге: Вавилон, столица Вавилонии становится самым большим город в мире, опередив Ниневию, столицу Ассирии.[geography.about.com/library/weekly/aa011201a.htm]
- 612 год до н. э.—Падение ассирийской империи и возрождение Нововавилонского царства.
- 610 год до н. э.—Нехо II становится правителем Египта после Псамметиха I.
- 610 год до н. э.—Основание Навкратиса

## Значимые люди
- 610 год до н. э.—Рождение Анаксимандра, греческого философа (примерная дата)
- 610 год до н. э.—Смерть Псамметиха I, фараона Египта
- 612 год до н. э.—Смерть правителя Син-шар-ишкуна из Ассирии